# Rắn séc be
Rắn séc be hay rắn ráo răng chó Ấn Độ (Danh pháp khoa học: Cerberus rynchops) là một loài rắn có độc nhẹ thuộc họ Homalopsidae. Chúng có nguồn gốc từ vùng ven biển khu vực Nam và Đông Nam châu Á. Loài này đã được phân định lại vào năm 2012, tách các quần thể ở phía đông và nam tại bờ biển phía tây Thái Lan vào các loài khác.

## Hệ sinh thái và hành vi
Rắn séc be thường được tìm thấy trong các rừng ngập mặn, bãi bồi, suối, ao, hồ thủy triều, trên các mảng tảo hoặc thậm chí còn được tìm thấy đào hang xuống bùn. Nó có răng nanh phía sau và có nọc độc nhẹ. Là loài rắn sống dưới nước và chủ yếu hoạt động về đêm, thức ăn chủ yếu của chúng là các loại cá và lươn.
Trong điều kiện nuôi nhốt, chúng được quan sát thấy di chuyển theo hướng nghiêng trên đất liền. Trong loạt phim 'Life in Cold Blood' của đài BBC, đoàn làm phim đã quay cảnh phỏng theo kỹ thuật đi ngang này để nhảy qua một bãi bồi ở Singapore; Cho đến lúc đó, chưa có loài rắn nào được coi là có thể thực sự nhảy. Chúng cũng có một cái đuôi có thể nắm lấy để leo lên các loại cây ngập mặn. Loài rắn này thường sinh non, từ 8 đến 30 trứng một lứa cả ở dưới nước và trên cạn.
Loài rắn này có tính tình khá ôn hòa. Trong những năm gần đây, chúng đã được sự chào đón từ cộng đồng nuôi rắn ở Philippines. Chúng cũng nổi tiếng nhờ màu bụng từ vàng tươi đến cam, chủ yếu ở con cái. Ở Philippines, cụ thể là ở khu vực Trung Visayas, loài rắn này được gọi là "tangkig". 

Cấu tạo phần đầu

## Mô tả
Cấu tạo hàm trên khiến loài rắn này trông giống như một con chó. Đầu dài và tách biệt với cổ. Đôi mắt nhỏ và nhiều hạt với con ngươi tròn. Lưng có màu xám đen, với các vết đen mờ và một đường sẫm màu dọc theo hai bên đầu, ngang qua mắt. Màu kem ở giữa với hai hàng đốm xám đậm lan tỏa rõ rệt.
Vảy có đường sọc rõ ràng. Tỷ lệ giữa các hàng từ 21–25. Hạch bụng 132–160. Đuôi từ 49–72.

## Phân bố và sinh cảnh

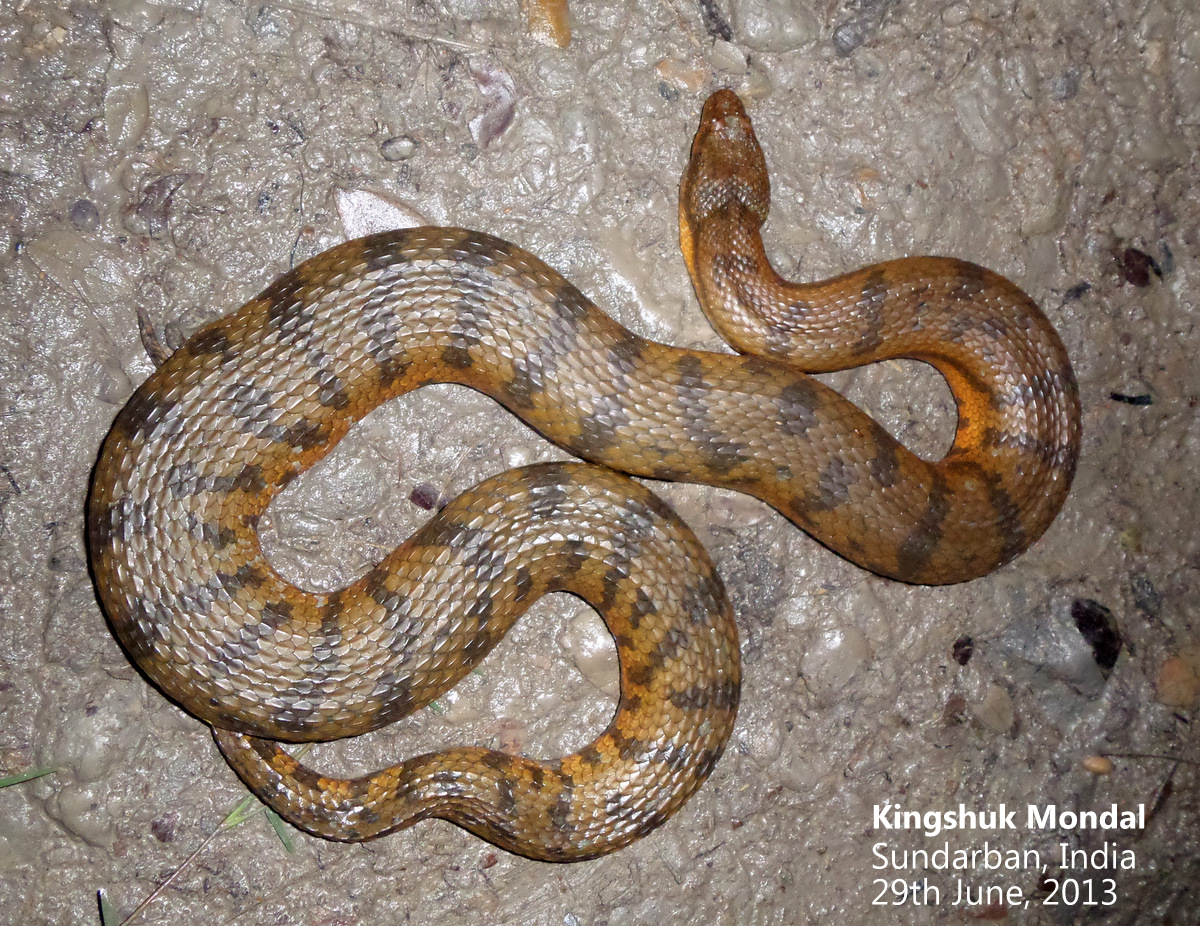
Rắn séc be tại Sundarban, Ấn Độ

Đây là loài chịu được môi trường nước mặn được tìm thấy ở Ấn Độ (bao gồm quần đảo Andaman và Nicobar), Bangladesh, Myanmar, Thái Lan và tây bắc Malaysia. Giới hạn phân bố phía đông của nó với Cerberus schneiderii là không chắc chắn.